# James Atuti
James Atuti (né le 19 mars 1954) est un athlète kényan, spécialiste du 400 mètres.

## Biographie
Il remporte deux médailles d'argent sur 400 m lors des championnats d'Afrique d'athlétisme, en 1979 et 1982. Sélectionné dans l'équipe d'Afrique lors de la 2e Coupe du monde des nations, à Montréal, il se classe troisième du relais 4 × 400 m en compagnie de Billy Konchellah, Ndubuisi Dele Udo et Hassan El Kashief.

### Palmarès
| Date | Compétition                | Lieu     | Résultat | Épreuve   | Performance   |
| ---- | -------------------------- | -------- | -------- | --------- | ------------- |
| 1979 | Championnats d'Afrique     | Dakar    | 2e       | 400 m     | 45 s 95       |
| 1979 | Championnats d'Afrique     | Dakar    | 1er      | 4 × 400 m | 3 min 8 s 2   |
| 1979 | Coupe du monde des nations | Montréal | 3e       | 4 × 400 m | 3 min 01 s 22 |
| 1982 | Championnats d'Afrique     | Le Caire | 2e       | 400 m     | 45 s 90       |

### Records
| Épreuve | Performance | Lieu    | Date         |
| ------- | ----------- | ------- | ------------ |
| 400 m   | 45 s 21     | Nairobi | 20 juin 1979 |